# Ravni Dol, Sodražica
Ravni Dol je naselje v Občini Sodražica.